# Ryszard Olasek
Romuald Ryszard Olasek (ur. 6 lutego 1910 w Żyrardowie, zm. 13 grudnia 1982 w Warszawie) – polski działacz polityczny i związkowy.
Działał w KPP. W 1939 podczas wojny brał udział w kampanii wrześniowej, a następnie został aresztowany przez gestapo i trafił do obozu w Muathausen. Później wstąpił do PPR, a następnie do PZPR. Od maja 1952 do lutego 1954 był przewodniczącym prezydium Rady Narodowej miasta Łodzi. Za jego rządów przygotowywano w Łodzi uroczystości związane ze śmiercią Stalina. Został pochowany na Wojskowych Powązkach (kwatera D37-2-8).